# Shōdoshima (Kagawa)
Shōdoshima (小豆島町 Shōdoshima-chō?) es un pueblo localizado en la prefectura de Kagawa, Japón. En octubre de 2019 tenía una población estimada de 13.888 habitantes y una densidad de población de 145 personas por km². Su área total es de 95,59 km².

## Geografía

### Localidades circundantes
- Prefectura de Kagawa
  - Tonoshō

## Demografía
Según los datos del censo japonés, esta es la población de Shōdoshima en los últimos años.
| 1995   | 2000   | 2005   | 2010   | 2015   |
| ------ | ------ | ------ | ------ | ------ |
| 19.700 | 18.303 | 17.257 | 16.152 | 14.862 |

## Relaciones internacionales

### Ciudades hermanadas
- Milo, Grecia – desde el 8 de octubre de 1989